# 에리크 해맬래이넨
베사 에리크 해맬래이넨(핀란드어: Vesa Erik Hämäläinen, 1965년 4월 20일 ~ )은 핀란드의 은퇴한 아이스하키 선수로 포지션은 수비수이다. 라우만 루코, 칼파 쿠오피오, 요케리트 등의 핀란드의 프로 팀에서 활동했으며, 핀란드 리그인 SM리가에서 1000번이 넘는 정규 경기에 출전하였다. 핀란드 국가대표팀의 일원으로서 1994년 동계 올림픽에서 동메달을 획득했다.

## 클럽 경력
핀란드 서부 연안의 라우마 출신으로 1982년에 핀란드의 프로 아이스하키 리그인 SM리가의 팀이자 고향 라우마를 연고로 하는 팀인 라우만 루코에 입단하여 6년 동안 루코의 선수로 활약했다. 루코에서 뛸 때인 1985년에 북아메리카 최상위 프로 아이스하키 리그인 내셔널 하키 리그(NHL) 드래프트에서 디트로이트 레드윙스에게 우선 순위 197위로 지명되기도 하였다. 해맬래이넨은 1987-88 시즌에서 루코 팀의 리그 준우승에 기여했으며, 1992년에는 라이벌 팀인 칼파 쿠오피오로 이적하였다. 그는 1990-91 시즌 정규 리그에서는 팀의 주장이 되어 5번의 결승골을 기록하였고, 칼파 쿠오피오의 준우승에 기여했다. 시즌 종료 후에는 핀란드의 수도 헬싱키를 연고로 하는 요케리트로 이적했고, 1992-93 시즌에서는 SM리가의 수비수 중 가장 많은 골인 16골을 기록하였으며, SM리가의 최고의 수비수에게 주는 상인 페카 라우타칼리오 상과 최상의 플러스/마이너스 수치를 기록한 SM리가의 선수에게 주는 마티 케이노넨 트로피를 받았다. 1993-94 시즌에서는 소속 팀인 요케리트의 리그 우승에 기여하여 자신의 유일의 SM리가 우승을 기록했다. 1994-95 SM리가 시즌에서는 팀의 준우승에 기여했다.
1995년에 스웨덴의 프로 아이스하키 리그인 엘리트세리엔의 AIK 솔나로 이적하여 3년 간 뛰다가 다시 핀란드로 돌아와 원래 소속팀인 라우만 루코에 합류하여 팀의 주장이 되었다. 2001-02 시즌에는 잠시 스위스 리그의 SC 랑나우에 임대되어 한 시즌을 뛰었고, 다시 루코로 돌아와 2008년까지 뛰다가 은퇴했다.

## 국가대표팀 경력
1983년에 핀란드 U-18 국가대표로 발탁되어 노르웨이에서 열린 유럽 U-18 선수권 대회에 참가하여 5경기에 출전하여 1골을 넣고 어시스트 1개를 기록하였다. 핀란드는 소련의 뒤를 이어 준우승을 차지했다. 이듬 해인 1984년에 핀란드 주니어 국가대표로 발탁되어 스웨덴에서 열린 1984년 세계 주니어 선수권 대회에 참가하여 7경기에 출전하였고, 1개의 어시스트를 기록하였다. 핀란드팀은 소련의 뒤를 이어 준우승을 차지했다. 1985년에 자국 핀란드에서 열린 1985년 세계 주니어 선수권 대회에서는 전 대회와 마찬가지로 7경기에 출전하였고, 1개의 어시스트를 기록하였다. 개최국이었던 핀란드는 4위를 기록했다.
이후 1992년에 성인 국가대표로 발탁되어 체코슬로바키아에서 열린 세계 선수권 대회에 핀란드 대표팀의 일원으로 참가하여 8경기에 출전하여 어시스트 1개를 기록하였다. 핀란드의 스웨덴에게 패하여 준우승을 차지했다. 이듬 해인 1993년에 독일에서 열린 세계 선수권 대회에도 핀란드 대표팀의 일원으로 참가하여 6경기에 출전하였으며, 득점 포인트는 없었다. 대표팀도 부진하여 7위에 머물렀다. 1994년에는 올림픽 국가대표로 발탁되어 노르웨이 릴레함메르에서 열린 1994년 동계 올림픽에 핀란드팀의 일원으로 참가하여 8경기에 출전하여 노르웨이전에서 1골을 기록했다. 핀란드는 준결승전에서 캐나다에게 패하여 동메달 결정전에 진출했으며, 동메달 결정전에서 러시아를 누르고 동메달을 차지했다. 올림픽 이후에 이탈리아에서 열린 1994년 세계 선수권 대회에서는 8경기에 출전하여 2골을 넣고 1개의 어시스트를 기록하였다. 핀란드팀은 결승에서 캐나다에게 패하여 은메달을 획득했다. 이듬 해인 1995년에 스웨덴에서 열린 세계 선수권 대회에서는 8경기에 출전했고, 득점 포인트는 기록하지 못했으나 핀란드팀은 스웨덴을 누르고 우승을 차지했다. 그는 핀란드 대표팀 경기에 총 108경기 출전했다.